# Gorenje, Kočevje
Gorenje je naselje v občini Kočevje.